# Mi primer amor
Mi primer amor es una telenovela mexicana  dirigida y producida por Antulio Jiménez Pons para la cadena Televisa en 1973. Es una adaptación de la telenovela brasileña O Primeiro Amor, escrita por Walter Negrão y transmitida por Rede Globo en 1972. La adaptación mexicana estuvo a cargo de Mimí Bechelani. 
Fue protagonizada por Raúl Ramírez y Sonia Furió, y antagonizada por María Douglas realizando su última interpretación antes de acabar trágicamente con su vida en diciembre del mismo año.

## Sinopsis
La historia gira en torno a Gerardo, un apuesto profesor viudo con cuatro hijos, quien regresa a la Ciudad de México para asumir la dirección de un colegio. Allí trabaja María del Carmen, quien ha estado a cargo del colegio en ausencia de un director. Al descubrir que Gerardo, su amor de juventud, es el nuevo director, se reavivan viejos sentimientos. Sin embargo, Gerardo se enamora de Paula, la institutriz de sus hijos, lo que genera conflictos y rivalidades.

## Argumento
Gerardo es un apuesto profesor, viudo y con 4 hijos, que llega a la Ciudad de México después de mucho tiempo viviendo lejos, para hacerse cargo de la dirección de un colegio. Allí trabaja María del Carmen, quien prácticamente se ha hecho cargo del colegio mientras aguardaba la llegada de un nuevo director. Allí también trabaja Mauricio como secretario. Ambos están nerviosos por la llegada del nuevo director. Sin embargo, la sorpresa de María del Carmen será mayúscula cuando descubra que el director va a ser Gerardo, quien fue su amor de juventud y a quien no ha vuelto a ver hace mucho tiempo, hasta ahora. Gerardo es recibido amablemente por Doña Julia, una antigua conocida suya que tiene dos hijos: Héctor y Elio.
Gerardo se da cuenta de que el colegio lleva una mala administración y decide citar a una reunión de profesores para hablar al respecto. Esto frustra los deseos de María del Carmen de querer hacerle una fiesta de bienvenida con el propósito de volver a acercarse a él. En medio de este enredo aparece la joven Paula quien es contratada por Gerardo para ser la institutriz de sus hijos. A él le simpatiza mucho la mujer y después con el trato diario terminará enamorándose de ella. Paula le corresponderá pero deberán luchar contra las artimañas de María del Carmen que todavía ama a Gerardo y no está dispuesta a perderlo otra vez. Además Baby la hija mayor de Gerardo también se opondrá a la relación.

## Elenco
| Ator/Actriz                   | Personajes            |
| ----------------------------- | --------------------- |
| Raúl Ramírez                  | Gerardo               |
| Sonia Furió †                 | Paula                 |
| María Douglas †               | Doña María del Carmen |
| Ofelia Guilmáin †             | Doña Julia            |
| Juan Ferrara                  | Mauricio              |
| Ana Martín                    | Baby                  |
| Carlos Piñar                  | Rafael                |
| Rafael Baledón †              | Vicente               |
| Diana Bracho                  | Elena                 |
| Gregorio Casal †              | Héctor                |
| Edith González †              | Lucía                 |
| Fernando Borges               | Rudy                  |
| Octavio Galindo †             | Elio                  |
| Freddy Fernández "El Pichi" † | javier                |
| Fernando Balzaretti †         | Ricardo               |
| Celia Manzano                 | Doña Mercedes         |
| Nadia Milton                  | Claudia               |
| Cristina Moreno               | Gloria                |
| Héctor Cruz                   | Salas                 |
| Luis Aragón †                 | Francisco             |
| Rosenda Monteros †            | Juana                 |
| Queta Lavat                   | INVITADO              |
| Carlitos Argüelles            | INVITADO              |
| Enrique Novi                  | INVITADO              |
| Alfredo Leal                  | INVITADO              |
| María Montejo                 | INVITADO              |
| Arsenio Campos                | INVITADO              |

## Versiones
- Mi primer amor es un remake de la telenovela brasileña O Primeiro Amor (telenovela) producida por TV Globo en 1972 y protagonizada por Sérgio Cardoso, Rosamaria Murtinho y Tonia Carrero.

## Producción
La telenovela fue transmitida por Canal 8 de Televisa en 1973. Fue una de las producciones destacadas de la época, contando con un elenco de reconocidos actores y actrices mexicanos. La dirección y producción estuvieron a cargo de Antulio Jiménez Pons, quien adaptó la historia brasileña al contexto mexicano.

## Recepción
Mi primer amor fue bien recibida por la audiencia mexicana, destacando por su emotiva narrativa y las actuaciones de su elenco. La participación de actores como Raúl Ramírez y Sonia Furió fue especialmente elogiada. La telenovela también es recordada por ser una de las primeras apariciones en televisión de la actriz Edith González.